# Brug 918
Brug 918 is een relatief klein bouwkundig kunstwerk in Amsterdam-Noord.
Het voetbruggetje is gelegen over een watergang die door de wijk Banne Noord loopt. Het watertje zorgt voor afvoer van overtollig regenwater dat eventueel in de wijk valt. Het slootje wordt aan weerszijden begeleid door een parkachtige omgeving; die op zich wordt doorsneden door de brede en relatief drukke weg Westerlengte, ook met busverkeer. Om voetgangers van die weg weg te houden werd tussen de woonblokken aan Overslag en Zeevaarthof dit voetbruggetje gelegd.
Het is een van de kleinste ontwerpen van architect Dirk Sterenberg van de Dienst der Publieke Werken, wiens werk veelvuldig te vinden is in Banne Noord met als sluitstuk zijn monumentale brug 970. Die brug heeft een zeer opvallende kleurstelling en constructie, die voor brug 918 niet is weggelegd. Ze bestaat uit twee ijzeren/stalen liggers over het water met daarop houten voetdek (planken), houten balustraden en leuningen. De brug is na oplevering minstens één keer vernieuwd, aldus een plaatje van de firma H. van Steenwijk.
<<< · 900 · 901 · 904 · 905 · 906 · 907 · 908 · 909 · 912 · 913 · 914 · 915 · 916 · 917 · 918 · 919 · 920 · 923 · 924 · 930 · 932 · 933 · 934 · 935 · 936 · 937 · 939 · 943 · 944 · 945 · 946 · 947 · 948 · 949 · 950 · 951 · 952 · 953 · 954 · 956 · 957 · 958 · 959 · 960 · 961 · 962 · 963 · 964 · 965 · 966 · 967 · 968 · 970 · 971 · 972 · 973 · 974 · 975 · 978 · 979 ·  980 · 981 · 984 · 985 · 986 · 987 · 988 · 989 · 990 · 991 · 992 · 993 · 994 · 995 · 996 · 997 · 998 · 999 · >>>
Brugnummers  902, 903, 910, 911, 920, 921, 922, 925, 926, 927, 928, 929, 931, 937, 938, 940, 941, 942, 955, 969, 976, 977, 982, 983 zijn niet (meer) vergeven.